# Виллар-Рекюла
Виллар-Рекюла (фр. Villard-Reculas) — коммуна во Франции, находится в регионе Рона — Альпы. Департамент коммуны — Изер. Входит в состав кантона Ле-Бур-д'Уазан. Округ коммуны — Гренобль.
Код INSEE коммуны — 38550. Население коммуны на 1999 год составляло 57 человек. Населённый пункт находится на высоте от 826  до 2058  метров над уровнем моря. Муниципалитет расположен на расстоянии около 510 км юго-восточнее Парижа, 120 км юго-восточнее Лиона, 27 км юго-восточнее Гренобля. Мэр коммуны — Julien RICHARD, мандат действует на протяжении 2008—2014 гг.
Динамика населения (INSEE):